# Game of Thrones (6.ª temporada)
A sexta temporada de Game of Thrones foi anunciada pela HBO em 8 de abril de 2014, juntamente com a quinta temporada. David Benioff e D. B. Weiss continuam como showrunners e produtores executivos. A sexta temporada estreou em 24 de abril de 2016.

## Elenco e personagens

### Principal
- Peter Dinklage como Tyrion Lannister[2]
- Nikolaj Coster-Waldau como Jaime Lannister[2]
- Lena Headey como Cersei Lannister[2]
- Emilia Clarke como Daenerys Targaryen[2]
- Kit Harington como Jon Snow[3][4]
- Aidan Gillen como Petyr "Mindinho" Baelish[2]
- Liam Cunningham como Davos Seaworth[5]
- Carice van Houten como Melisandre[2]
- Natalie Dormer como Margaery Tyrell[2]
- Indira Varma como Ellaria Sand[2]
- Sophie Turner as Sansa Stark[2]
- Nathalie Emmanuel como Missandei[2]
- Rory McCann como Sandor "Cão de Caça" Clegane[6]
- Maisie Williams como Arya Stark[2]
- Conleth Hill como Varys[2]
- Alfie Allen como Theon Greyjoy[2]
- John Bradley como Samwell Tarly[2]
- Tom Wlaschiha como Jaqen H'ghar[2]
- Gwendoline Christie como Brienne de Tarth[2]
- Hannah Murray como Gilly[2]
- Jonathan Pryce como o Alto Pardal[2]
- Kristofer Hivju como Tormund Giantsbane[2]
- Michiel Huisman como Daario Naharis[2]
- Michael McElhatton como Roose Bolton[2]
- Iwan Rheon como Ramsay Bolton[2]
- Dean-Charles Chapman como Tommen Baratheon[2]
- Isaac Hempstead Wright como Bran Stark[2]
- Jerome Flynn como Bronn[2]
- Iain Glen como Jorah Mormont[2]

### Convidado
Os atores recorrentes listados aqui são os que apareceram na sexta temporada. Eles estão listados pela região em que aparecem pela primeira vez.
| - Daniel Portman como Podrick Payne - Natalia Tena como Osha - Art Parkinson como Rickon Stark - Owen Teale como Alliser Thorne - Ben Crompton como Eddison Tollett - Brenock O'Connor como Olly - Charlotte Hope como Myranda - Elizabeth Webster como Walda Bolton - Paul Rattray como Harald Karstark - Dean Jagger como Pequeno Jon Umber - Tim McInnerny como Robett Glover - Bella Ramsey como Lyanna Mormont - Sean Blowers como Wyman Manderly - Tom Varey como Cley Cerwyn - Richard Rycroft como Meistre Wolkan - Michael Condron como Bowen Marsh - Brian Fortune como Othell Yarwyck - Ian Whyte como Wun Wun - Murray McArthur como Dim Dalba - Max von Sydow como o Corvo de Três Olhos - Ellie Kendrick como Meera Reed - Kristian Nairn como Hodor - Joseph Mawle como Benjen Stark - Kae Alexander como Leaf - Vladimir "Furdo" Furdik como o Rei da Noite - David Bradley como Walder Frey - Clive Russell como Brynden Tully - Tobias Menzies como Edmure Tully - Richard Dormer como Beric Dondarrion - Paul Kaye como Thoros de Myr - Tim Plester como Walder Negro Rivers - Daniel Tuite como Lothar Frey - Jóhannes Haukur Jóhannesson como Lem - Ricky Champ como Gatins - Ian Davies como Morgan - Ian McShane como Irmão Ray - Gemma Whelan como Yara Greyjoy - Patrick Malahide como Balon Greyjoy - Pilou Asbæk como Euron Greyjoy - Michael Feast como Aeron Greyjoy - Alexander Siddig como Doran Martell - Toby Sebastian como Trystane Martell - Jessica Henwick como Nymeria Sand - Keisha Castle-Hughes como Obara Sand - Rosabell Laurenti Sellers como Tyene Sand - DeObia Oparei como Areo Hotah | - Diana Rigg como Olenna Tyrell - Julian Glover como Grande Meistre Pycelle - Finn Jones como Loras Tyrell - Anton Lesser como Qyburn - Roger Ashton-Griffiths como Mace Tyrell - Eugene Simon como Lancel Lannister - Ian Gelder como Kevan Lannister - Hannah Waddingham como Septã Unella - Nell Tiger Free como Myrcella Baratheon - Hafþór Júlíus Björnsson como Gregor Clegane - Josephine Gillan como Marei - Nathanael Saleh como Arthur - Annette Hannah como Frances - Lino Facioli como Robin Arryn - Rupert Vansittart como Yohn Royce - Faye Marsay como a Órfã - Richard E. Grant como Izembaro - Essie Davis como Lady Crane - Leigh Gill como Bobono - Eline Powell como Bianca - Rob Callender como Clarenzo - Kevin Eldon como Camello - Jacob Anderson como Verme Cinzento - George Georgiou como Razdal mo Eraz - Eddie Jackson como Belicho Paenymion - Enzo Cilenti como Yezzan zo Qaggaz - Ania Bukstein como Kinvara - Gerald Lepkowski como Zanrush - Meena Rayann como Vala - Joe Naufahu como Khal Moro - Andrei Claude como Khal Rhalko - Tamer Hassan como Khal Forzho - Staz Nair como Qhono - Chuku Modu como Aggo - Deon Lee-Williams como Iggo - Souad Faress como a Alta Sacerdotisa - Hannah John-Kamen como Ornella - James Faulkner como Randyll Tarly - Samantha Spiro como Melessa Tarly - Freddie Stroma como Dickon Tarly - Rebecca Benson como Talla Tarly - Robert Aramayo & Sebastian Croft como Eddard Stark - Matteo Elezi como Benjen Stark - Aisling Franciosi & Cordelia Hill como Lyanna Stark - Wayne Foskett como Rickard Stark - Fergus Leathem como Rodrik Cassel - Annette Tierney como Velha Ama - Sam Coleman como Hodor - Leo Woodruff como Howland Reed - Luke Roberts como Arthur Dayne - Eddie Eyre como Gerold Hightower - David Rintoul como Aerys II Targaryen |

## Produção

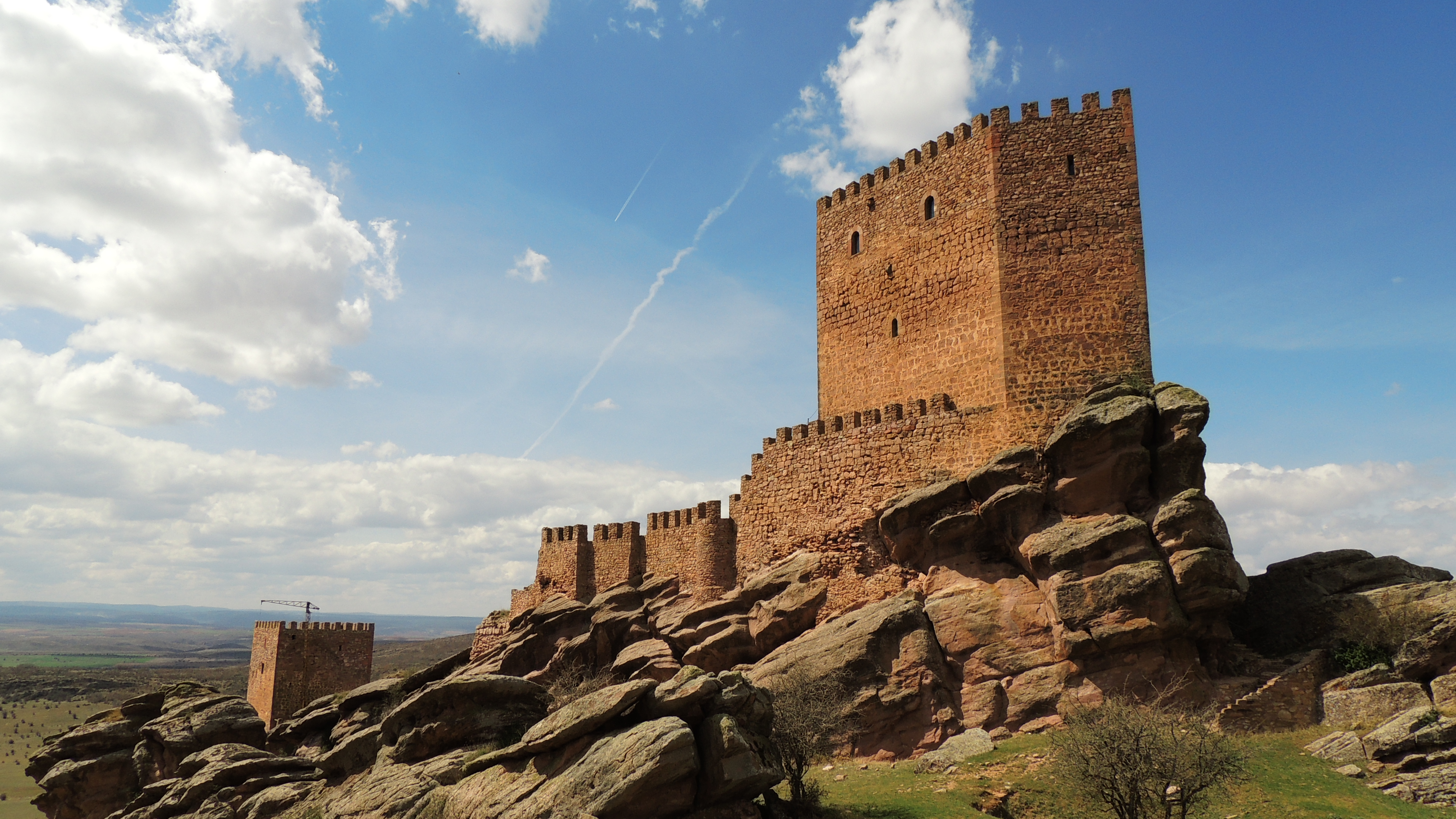
O Castelo de Zafra, em Guadalajara, Espanha, está entre um dos locais da filmagem.

A emissora HBO confirmou a sexta temporada de Game of Thrones em 8 de abril de 2014, juntamente com a quinta temporada. David Benioff e D. B. Weiss continuam como showrunners e produtores executivos, e já temos alguns atores confirmados para o elenco. Dentre eles estão a atriz Gemma Whelan que volta a interpretar Yara Greyjoy, e o ator Art Parkinson que volta a interpretar Rickon Stark.
Jonathan Pryce, que interpretou o Alto Pardal como um personagem recorrente na quinta temporada da série, foi promovido para o elenco principal na sexta temporada.
A sexta temporada estreou em 24 de abril de 2016.

## Episódios
| N.º na série | N.º na temp. | Título                                                    | Dirigido por     | Escrito por                 | Exibição original   | Audiência (milhões) |
| --- | ------------ | --------------------------------------------------------- | ---------------- | --------------------------- | ------------------- | ------------------- |
| 51 | 1            | "The Red Woman" "(A Mulher Vermelha)" (BR)                | Jeremy Podeswa   | David Benioff & D. B. Weiss | 24 de abril de 2016 | 7.94                |
| O corpo de Jon Snow é encontrado por Sor Davos, Edd e alguns outros; Davos e os outros o levam para dentro e se trancam atrás de uma porta com ele, enquanto Edd vai buscar ajuda. Thorne assume o comando do Patrulha da Noite. Em Winterfell, Ramsay chora por Myranda, enquanto Sansa e Theon escapam pela floresta. Os homens de Ramsay alcançam-nos e estão prestes a levá-los cativos, quando Brienne e Pod chegam e matam os homens. Brienne é aceita a prestar seus serviços para Sansa. Em Porto Real, Cersei se reencontra com Jaime, que chega com o corpo de Myrcella. Jaime promete a Cersei que eles vão se vingar. Obara e Nymeria assassinam Trystane, a caminho de Porto Real, enquanto em Lançassolar, Doran e Areo Hotah são mortos por Ellaria e Tyene, depois que Doran descobre a morte de Myrcella. Em Meereen, Tyrion e Varys encontram todos os navios queimando no porto. Jorah e Daario continuam a rastrear Daenerys, que é levada pelos Dothraki para Khal Moro. Em Braavos, Arya vive nas ruas como mendiga, onde é espancada pela Órfã. Em seu quarto, Melisandre retira seu colar de joias enquanto revela sua verdadeira aparência como uma velha anciã. |              |                                                           |                  |                             |                     |                     |
| 52 | 2            | "Home" "(Lar)" (BR)                                       | Jeremy Podeswa   | Dave Hill                   | 1 de maio de 2016   | 7.29                |
| Brandon visita Winterfell em uma visão do passado e vê Ned, Benjen e sua irmã Lyanna, bem como um jovem Hodor. Enquanto isso, Edd chega com Tormund e um grupo de Salvagens, aprisionando Thorne e os outros vigilantes rebeldes. Tommen pede a Cersei para ensiná-lo a ser forte. Tyrion descobre que Astapor e Yunkai voltaram à escravidão e liberam Rhaegal e Viserion de suas correntes. Em Braavos, Arya é atacada pela Órfã antes de H'ghar aparecer e recruta-a novamente. Walda, a esposa de Roose, dá à luz um menino, o que levou Ramsay a matar Roose, ela e o bebê. Brienne revela a Sansa que Arya ainda está viva. Sansa permite a volta de Theon às Ilhas de Ferro, onde seu tio Euron reaparece e assassina o Rei Balon. Davos convence Melisandre a tentar ressuscitar Jon. No começo, suas tentativas parecem falhar. No entanto, uma vez que todos saem da sala, ele desperta. |              |                                                           |                  |                             |                     |                     |
| 53 | 3            | "Oathbreaker" "(Quebrador de Promessas)" (BR)             | Daniel Sackheim  | David Benioff & D. B. Weiss | 8 de maio de 2016   | 7.28                |
| Em um barco a caminho de Vilavelha, Tarly revela sua intenção de deixar Gilly e seu bebê com sua família em Monte Chifre enquanto ele treina para ser um Meistre. Em uma visão do passado, Brandon vê Eddard e Howland, o pai de Meera, derrotar um grupo de Guarda Real leal aos Targaryens na Torre da Alegria em Dorne. Varys descobre que os mestres de Astapor, Yunkai e Volantis têm financiado os Filhos da Harpia. Em Porto Real, Tommen conversa com o Alto Pardal enquanto Jaime e Cersei interrompem uma pequena reunião do conselho, apenas para serem evitados por Kevan e os Tyrells. O guarda-costas de Cersei é revelado para ser Gregor. Arya treina rigorosamente com a Órfã e sua visão é devolvida a ela uma vez que ela se aceita como "ninguém". Em Winterfell, Lord Umber pede ajuda a Ramsay para proteger o Norte dos Selvagens, trazendo Rickon e Osha como presente, junto com a cabeça do Cão Felpudo, o lobo gigante de Rickon. Jon executa Thorne, Olly e os outros oficiais envolvidos em seu assassinato. Ele renega seu juramento e coloca Tollett no comando da Patrulha da Noite. |              |                                                           |                  |                             |                     |                     |
| 54 | 4            | "Book of the Stranger" "(O Livro do Estranho)" (BR)       | Daniel Sackheim  | David Benioff & D. B. Weiss | 15 de maio de 2016  | 7.82                |
| Sansa e seu grupo chega no castelo Negro da Muralha e Castle Black se reúne com Jon Snow. Em Meereen, Tyrion se encontra com os senhores de escravos da Baía dos Escravos para oferecer paz se eles acabarem com a escravidão dentro de um período de sete anos, uma ação que irrita os ex-escravos. Baelish retorna ao Vale para mobilizar seus soldados contra Ramsay. Naharis descobre sobre a infecção de Mormont quando eles chegam em Vaes Dothrak. Em Porto Real, Margaery tem permissão para visitar Loras enquanto Cersei, Jaime, Kevan e Olenna deixam de lado suas diferenças e planejam uma derrota para os Pardais. Theon chega a Pyke e explica a Yara que ele apoiará sua reivindicação para o Trono de Pedra do Mar das Ilhas de Ferro. Em Winterfell, Osha tenta assassinar Ramsay mas é morta por ele. Ramsay envia uma carta a Jon, ameaçando ferir Rickon se Sansa não for devolvida. Ela convence Jon a marchar para o sul a fim de recuperar Winterfell. Em Essos, Daenerys se encontra com os Khals no templo do Dosh Khaleen; depois que eles se recusam a servi-la, ela os queima junto com Khal Moro até a morte. Quando ela sai ilesa do templo em chamas, os Dothraki se ajoelham para ela. |              |                                                           |                  |                             |                     |                     |
| 55 | 5            | "The Door" "(A Porta)" (BR)                               | Jack Bender      | David Benioff & D. B. Weiss | 22 de maio de 2016  | 7.89                |
| Sansa se encontra com Baelish, que oferece o apoio do Vale e diz a ela que Brynden Tully, seu tio-avô, está reunindo um exército em Correrio; ela inicialmente recusa a ajuda dele. Jon e Sansa deixam Castelo Negro para reunir o apoio das outras casas do norte, com ela enviando Brienne para falar com Brynden. Em Braavos, Arya recebe uma segunda chance para provar sua lealdade ao matar uma atriz chamada Lady Crane. Além da Muralha, Brandon descobre que os Caminhantes Brancos foram criados pelos Filhos da Floresta para se proteger dos Primeiros Homens. Enquanto isso, Euron Greyjoy se torna Rei de Pyke das Ilhas de Ferro e confessa ter matado Balon, fazendo Yara e Theon fugirem. Em Essos, Daenerys descobre sobre a infecção de Mormont, ordenando-lhe que encontre uma cura e retorne. Em Meereen, uma sacerdotisa vermelha chamada Kinvara conhece Tyrion e Varys e promete apoiar Daenerys. A visão desacompanhada de Brandon faz com que ele seja tocado pelo Rei da Noite, tornando a caverna onde ele e seus amigos estão um lugar vulnerável. O Rei da Noite, juntamente com Caminhantes Brancos e hordas de criaturas, atacam a caverna, matando o Corvo de Três Olhos, vários Filhos da Floresta, o lobo Verão e Hodor, que mais jovem é mostrado como tendo sido mentalmente incapacitado pela interferência de Brandon.                                 |              |                                                           |                  |                             |                     |                     |
| 56 | 6            | "Blood of My Blood" "(Sangue do Meu Sangue)" (BR)         | Jack Bender      | Bryan Cogman                | 29 de maio de 2016  | 6.71                |
| Meera escapa para a floresta com Bran, que ainda está imerso em suas visões. Eles são cercados pelas criaturas, mas são rapidamente salvos por um homem misterioso. Samwell e Gilly chegam à propriedade da família Tarly, Monte Chifre. Depois que o pai de Sam, Randyll, insulta Gilly por ser uma Selvagem, Sam decide levá-la com ele para Vilavelha, também roubando a ancestral espada de aço valiriana de Casa Tarly. Arya avisa Lady Crane sobre sua missão de assassiná-la, retorna para a Casa do Preto e Branco e recupera sua espada Needle. H'ghar aprova o pedido da Órfã para matar Arya. Jaime tenta resgatar Margaery da Fé Militante, apenas para descobrir que ela se arrependeu e Tommen forjou uma aliança com a Fé. Ele tira Jaime da Guarda Real e o manda ajudar Walder Frey, que está mantendo Edmure Tully como refém, e retomar Correrio de Brynden. Bran e Meera descobrem que o homem que os salvou é Benjen, que explica que ele foi transformado em assombração pelos Caminhantes Brancos. Daenerys monta em Drogon e declara aos dothraki que navegarão através do Mar Estreito para conquistar Westeros. |              |                                                           |                  |                             |                     |                     |
| 57 | 7            | "The Broken Man" "(O Homem Quebrado)" (BR)                | Mark Mylod       | Bryan Cogman                | 5 de junho de 2016  | 7.80                |
| Margaery convence Olenna a retornar para o castelo Jardim de Cima depois que o Alto Pardal diz que ele perseguirá Olenna depois de sua tentativa de acabar com a Fé. Jon, Sansa e Davos recrutam os Selvagens e a Casa Mormont para a causa deles, mas continuam em desvantagem em relação aos Boltons. Em desespero, Sansa escreve uma carta implorando por ajuda. Jaime chega em Correrio com Bronn, assumindo o controle do cerco. Jaime vai conversar com Brynden, sendo mal sucedido. Theon e Yara passaram sua última noite em Volantis, decidindo navegar para Meereen para se aliar com Daenerys. Em Braavos, Arya se prepara para retornar a Westeros, mas é atacada pela Órfã. Arya fica gravemente ferida, mas escapa. Sandor revela-se vivo, tendo sido salvo por um Septão e seus seguidores. Quando homens da Irmandade acabam matando seu grupo, Sandor decide se vingar. |              |                                                           |                  |                             |                     |                     |
| 58 | 8            | "No One" "(Ninguém)" (BR)                                 | Mark Mylod       | David Benioff & D. B. Weiss | 12 de junho de 2016 | 7.60                |
| Tommen abole o julgamento por combate, para desgosto de Cersei, que planejava ganhar usando Gregor. Brienne chega em Correrio e tenta persuadir Brynden a se render, sem sucesso. Depois que Jaime ameaça matar o jovem filho de Edmure, ele entra no castelo e ordena que as forças de Tully se retirem, mas Brynden é morto lutando contra os Lannisters. Brienne e Podrick escapam. Varys parte de Meereen em uma missão desconhecida. Meereen fica sob ataque naval das cidades escravizantes, ao retornar e se deparar com a situação, Daenerys fica desapontada com Tyrion, por ele deixar isso acontecer. Sandor Clegane mata os fora-da-lei que saquearam sua aldeia e encontra Dondarrion e Thoros, que explicam que os bandidos eram renegados. Eles tentam convencer Sandor a se juntar à Irmandade. Arya é levada por Lady Crane, que cura suas feridas. De manhã, a Órfã chega, mata a atriz e persegue Arya pelas ruas de Braavos. Arya leva a Órfã para dentro das catacumbas e a mata. Ela retorna com o rosto da Órfã para a Casa do Preto e Branco e declara que ela é Arya Stark de Winterfell e que ela está indo para casa. |              |                                                           |                  |                             |                     |                     |
| 59 | 9            | "Battle of the Bastards" "(A Batalha dos Bastardos)" (BR) | Miguel Sapochnik | David Benioff & D. B. Weiss | 19 de junho de 2016 | 7.66                |
| Daenerys se encontra com os senhores de escravos para negociar os termos da rendição, mas eles recusam. Montando-se em Drogon, com Rhaegal e Viserion lhe acompanhando, Daenerys ataca e queima a frota de navios que atacam Meereen. Verme Cinzento mata dois dos senhores, deixando um para contar o que ele havia testemunhado. Depois da batalha, Theon e Yara se encontram com Daenerys e Tyrion e concordam com uma aliança. Perto de Winterfell, os exércitos dos Starks e dos Boltons encontram-se no campo. Ramsay finge libertar Rickon, mas mata-o com uma flecha de longa distância antes que Jon possa salvá-lo. Na batalha, as forças Stark são presas pelos soldados de Bolton, mas são resgatados pelos Cavaleiros do Vale. Ramsay foge para dentro de Winterfell, mas o gigante de Selvagem, Wun Wun, tendo levado numerosas flechas ao seu corpo, consegue derrubar o portão antes de sucumbir às suas feridas. Jon brutalmente bate em Ramsay e o leva prisioneiro. Sansa depois visita a cela de Ramsay nos canis e observa seus cães famintos devorá-lo. |              |                                                           |                  |                             |                     |                     |
| 60 | 10           | "The Winds of Winter" "(Os Ventos do Inverno)" (BR)       | Miguel Sapochnik | David Benioff & D. B. Weiss | 26 de junho de 2016 | 8.89                |
| Antes de seu julgamento, Cersei destrói o Septo de Baelor em um grande incêndio, matando o Alto Pardal, Margaery, Mace e Loras Tyrell, Lancel e Kevan Lannister, junto com centenas de nobres de Porto Real e os soldados da Fé Militante, enquanto Qyburn matou Pycelle. Abalado pelo que aconteceu, e triste por ter perdido sua esposa Margaery, o Rei Tommen comete suicídio. Em Dorne, Varys se encontra com Olenna e Ellaria, procurando formar uma aliança entre Daenerys e suas casas contra os Lannisters. Davos confronta Melisandre pela morte de Shireen e Jon ao saber disso a bane de Winterfell. Os Selvagens, os Cavaleiros do Vale e as Casas sobreviventes do Norte prometem lealdade a Jon como o novo Rei do Norte. Sansa impede que Baelish se torne íntimo dela e Arya mata Walder Frey e seus filhos. Samwell Tarly e Gilly chegam à Cidadela em Villavelha. Benjen diz a Brandon e Meera para passarem pela Muralha sem ele. Brandon usa seus poderes e descobre que Jon é na verdade o filho de Lyanna, sendo adotado por Eddard depois que ela morreu durante a rebelião de Robert. Jaime retorna a Porto Real e encontra Qyburn coroando Cersei Lannister como a Rainha Reinante dos Sete Reinos. Daenerys deixa Naharis e os Segundos Filhos para governarem Meereen em seu lugar antes de embarcar rumo à Westeros com seus outros aliados, exércitos e dragões. |              |                                                           |                  |                             |                     |                     |